# Courléon
Courléon é uma comuna francesa na região administrativa da Pays de la Loire, no departamento de Maine-et-Loire. Estende-se por uma área de 13,77 km². Em 2010 a comuna tinha 150 habitantes (densidade: 10,9 hab./km²).